# 上东城 (迈阿密)
上东城（英語：Upper Eastside）是一个位于美国佛罗里达州迈阿密-戴德县迈阿密东北部的街区，北接迈阿密肖尔斯，南邻埃奇沃特，西靠小海地，东濒比斯坎湾。这片由多个高端社区组成的区域，自南向北依次包含马格诺利亚公园、湾角、摩宁赛德、贝赛德、贝尔米德、肖尔克雷斯特和棕榈林等细分社区。比斯坎大道沿线的迈阿密现代主义建筑历史区（MiMo Historic District）聚集着众多艺术画廊、精品店和餐厅。交通方面，比斯坎大道（1号美国国道）和95号州际公路是上东城南北向主干道。区域内部路网保持着1920年代方格状规划特征，绿树成荫的街道与海旁步道系统形成宜人的步行环境。
上东城内的各个社区各有自己的历史故事：摩宁赛德社区于1984年成为迈阿密首个获得历史保护区认定的住宅区；湾角社区因吸引恩里克·伊格莱西亚斯、德维恩·韦德等名人居住而闻名；肖尔克雷斯特社区前身为以橘树林闻名的温菲尔德农场。作为迈阿密最早的郊区住宅区之一，上东城以1920至1940年代建造的历史性独户住宅为主体。比斯坎大道作为中央轴线，两侧分布着中高层办公楼、酒店和公寓。其中迈阿密现代主义建筑历史区保存着大量1950至1960年代的迈阿密现代主义（MiMo）风格酒店建筑，这些建筑遗产近年多被改造为商铺、餐厅和精品酒店。当地的建筑风格呈现明显的时代分层：早期住宅多采用地中海复兴和装饰艺术风格，尤以摩宁赛德的建筑群保护区为代表；战后时期则以迈阿密现代主义风格的流线型现代建筑为主，典型代表是比斯坎大道沿线色彩明快的汽车旅馆。